# كاميل باغيلا
كاميل آنا باغيلا (بالإنجليزية: Camille Paglia)‏ (من مواليد 2 أبريل عام 1947): هي ناقدة أكاديمية واجتماعية نسوية أمريكية الجنسية. تشغل باغيلا منصب أستاذة في جامعة الفنون في فيلادلفيا في بنسلفانيا منذ عام 1984. توجّه باغيلا انتقاداتها للعديد من جوانب الثقافة الحديثة، إذ ألّفت كتاب الشخصيات الجنسية: الفنّ والانحلال من نفرتيتي إلى إيميلي ديكنسون (1990) وغيره من الكتب. تُعتبر باغيلا أحد نقّاد النسوية الأمريكية المعاصرة وما بعد البنيوية، بالإضافة إلى كونها أحد المعلّقين على الجوانب المتعددة للثقافة الأمريكية، بما في ذلك الفنون البصرية والموسيقى وتاريخ السينما.

## حياتها المهنية
بدأت باغيلا مسيرتها بصفتها مدرّسة في كلية بينينجتون، بعد حصولها على توصية من هارولد بلوم في خريف عام 1971. تقرّبت باغيلا في بينينجتون من الفيلسوف جيمس فيسيندين الذي درّس هناك خلال الفصل الدراسي ذاته. توصّلت باغيلا إلى نظرية حول التاريخ الجنسي بفضل دراستها للأدب الكلاسيكي والأعمال الأكاديمية لجين إلين هاريسون وجيمس جورج فريزر وإريك نيومان وغيرهم، تناقضت نظريتها مع العديد من الأفكار العصرية في تلك الفترة، بالأخص انتقاداتها لماريا جيمبوتاس وكارولين هيلبرون وكيت ميليت وغيرهم. عرضت باغيلا أفكارها حول النظام الأمومي والزنمردة والمثلية الجنسية والسادية مازوخية وغيرها من المواضيع، إذ أدرجتها في أطروحة الدكتوراه الخاصة بها لجامعة ييل التي دافعت عنها في ديسمبر من عام 1974 تحت عنوان الشخصيات الجنسية: الزنمردة في الأدب والفن. ألقت باغيلا محاضرةً عامةً معتمدةً على هذه الأطروحة في شهر سبتمبر من عام 1976، إذ ناقشت ضمنها ملكة الجن لإدموند سبنسر وقدّمت بعض الملاحظات حول ديانا روس وغراسي ألن وبول براينر وستيفاني أودران.
كتبت باغيلا أنّها أوشكت «على ضرب الأعضاء المؤسسين لبرنامج دراسات المرأة في جامعة ألباني في ولاية نيويورك، وذلك بعد نفيهم لتأثير الهرمونات على التجربة والسلوك البشري نفيًا قاطعًا». بلغت بعض الشجارات المماثلة مع النسويات والأكاديميات ذروتها في حادث خلال عام 1978؛ ما دفعها إلى الاستقالة من جامعة بينينجتون. قبلت باغيلا تسويةً من الكلّية بعد مواجهة طويلة مع الإدارة، واستقالت في عام 1979.
أنهت باغيلا كتابها الشخصيات الجنسية في أوائل ثمانينيات القرن الماضي، لكنّها لم تتمكن من نشره. استطاعت باغيلا دعم نفسها ماديًا بفضل عملها أستاذة زائرة بدوام جزئي في جامعتي ييل وويسليان وغيرهما من الجامعات في كونيتيكت. نُشرت مقالتها «الزنمردة الأبّولية وملكة الجن» في مجلة عصر النهضة الأدبية الإنجليزية في شتاء عام 1979. تعطّلت مسيرة باغيلا المهنية، لكنّ جاي. هيليز ميلر استشهد بأطروحتها في مقالته «مرتفعات ويذرينغ والقطوع الناقصة في التفسير» المنشورة في شهر أبريل من عام 1980 في مجلة الدين في الأدب. كتبت باغيلا رسالة إلى بويد هولمز في عام 1995، إذ جاء فيها: «كسبت بعضًا من المال الإضافي بفضل القيام ببعض الأعمال المحلية، مثل إعداد التقارير لصحيفة نيو هيفن البديلة (ذا أدفوكيت) في أوائل الثمانينيات». كتبت باغيلا بعض المقالات حول مطاعم البيتزا التاريخية في نيو هيفن وحول منزل قديم تابع لشبكة السكك الحديدية تحت الأرض.
انضمّت باغيلا إلى هيئة التدريس في كلّية فيلادلفيا للفنون المسرحية في عام 1984، وذلك قبل دمجها مع كلية فيلادلفيا للفنون في عام 1987 تحت اسم جامعة الفنون.
كانت باغيلا عضوًا في هيئة تحرير مجلة آريون المعنية بالأدب الكلاسيكي والإنسانيات. كتبت باغيلا في عمود دائم لصالح موقع صالون.كوم بين عامي 1995 و2001، ثم عادت للعمل لديهم بين عامي 2007 و2009. استأنفت باغيلا عملها في كتابة هذا العمود في عام 2016.
تعاونت باغيلا مع كارل روليسون وليزا بادوك بخصوص كتابهما سوزان سونتاج: صناعة الأيقونة، إذ أرسلت لهما رسائل تفصيلية ليقتبسا منها بإذنها. صرّح كل من روليسون وبادوك أن سونتاج «دفعت محاميها لتوجيه تنبيه لناشرنا» بعد معرفتها بأنهما يحقّقان في حياتها ومسيرتها المهنية.
تشارك باغيلا في استطلاع مجلة سايت آند ساونتد العشري للمهنيين السينمائيين، الذي يطلب من مشاركيه تقديم قائمة بأفضل عشرة أفلام على مر التاريخ. وفقًا لاستجابتها حول الاستطلاع في عامي 2002 و2012، تشمل قائمة باغيلا لأفضل الأفلام على مر التاريخ: بن هور، وسيتيزن كين (المواطن كين)، ولا دولشي فيتا، وذا غاد فاذر (العرّاب)، وذا غاد فاذر: بارت 2 (العرّاب: الجزء الثاني)، وغان ويذ ذا ويند (ذهب مع الريح)، ولورانس أوف أريبيا (لورنس العرب)، ونورث باي نورثويست (شمالًا إلى الشمال الغربي)، وأورفييه، وبرسونا، و2001: إيه سبيس أوديسي (2001: ملحمة الفضاء)، وذا تين كوماندمينتس (الوصايا العشر)، وفيرتيغو (الدوّار).
صنّفت مجلّتا فورين بوليسي وبروسبكت باغيلا بصفتها واحدةً من أفضل 100 مفكر بارز في عام 2005. أشار مقال في صحيفة نيويورك تايمز في عام 2012 إلى أن «أي متابع لعدد القتلى في الحروب الثقافية على مر العقود الماضية يعرف من هي باغيلا». عبّرت باغيلا عن رغبتها في أن يحكم الناس على مسيرتها المهنية الكاملة بناءً على ما تعتبره «أهم جملة كتبتها على الإطلاق»: «الله هو أعظم الأفكار التي ابتكرها الإنسان».

## روابط خارجية
- كاميل باغيلا على موقع IMDb (الإنجليزية)
- كاميل باغيلا على موقع ميتاكريتيك (الإنجليزية)
- كاميل باغيلا على موقع الموسوعة البريطانية (الإنجليزية)
- كاميل باغيلا على موقع روتن توميتوز (الإنجليزية)
- كاميل باغيلا على موقع روتن توميتوز (الإنجليزية)
- كاميل باغيلا على موقع ألو سيني (الفرنسية)
- كاميل باغيلا على موقع أول موفي (الإنجليزية)
- كاميل باغيلا على موقع إن إن دي بي (الإنجليزية)
- كاميل باغيلا على موقع قاعدة بيانات الفيلم (الإنجليزية)
- كاميل باغيلا على موقع كينوبويسك (الروسية)